# ام‌تی‌اس
ام‌تی‌اس (به انگلیسی: MTS) بزرگترین اپراتور تلفن همراه در روسیه و کشورهای مستقل مشترک‌المنافع است که تعداد مشترکین آن در تاریخ ۳۱ دسامبر ۲۰۰۹ بیش از ۱۰۲ میلیون نفر اعلام شد.
شرکت ام‌تی‌اس در سال ۱۹۹۳ توسط شرکت روسی سیستما، تأسیس شد و در سال ۱۹۹۴ فعالیتش را با دریافت مجوز ارائه خدمات تلفن همراه، در شهر مسکو آغاز کرد. سپس در سال ۱۹۹۷ موفق شد، مجوز فعالیت در سایر نقاط روسیه را نیز بدست آورد، که باعث توسعه این شرکت و ورود ام‌تی‌اس به بازارهای بین‌المللی خدمات تلفن همراه، از جمله کشورهای مستقل مشترک‌المنافع گردید.
شرکت ام‌تی‌اس در فهرست اولیه بازار بورس اوراق بهادار مسکو قرار دارد، همچنین این شرکت در فهرست ثانویه بازار بورس نیویورک نیز ذکر شده‌است.